# Georges Valmier

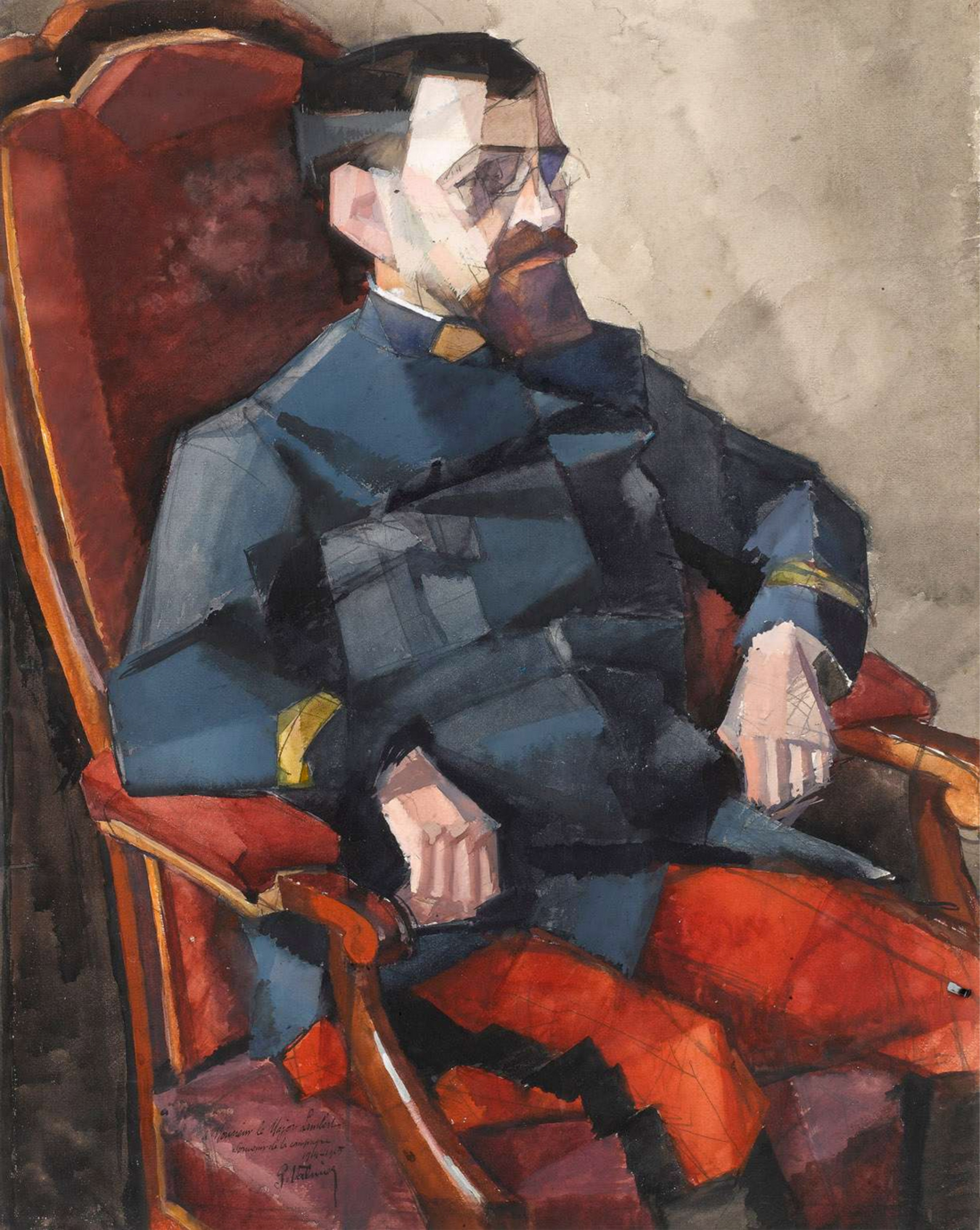
Portrait de Commandant Lambert (Georges Valmier, 1914-15)

Georges Valmier (Angulema, 1885 — París, 1937) va ser un pintor francès.
Va cultivar diversos gèneres, des de l'impressionisme al cubisme i l'abstracció des de 1921. També va dissenyar escenaris i vestuaris per teatre i ballet.
Moltes de les seues obres tenen una temàtica musical, la seva altra dedicació. Durant la seua vida va interpretar obres de Debussy, Ravel, Fauré, o Satie, i va tenir certa influència en l'obra d'André Jolivet.
Va fer la seua primera exposició a París el 1921. Va pintar Fuga, conservat al Salomon Museum a Nova York.